# ジロリアン陸
ジロリアン陸（ジロリアンりく、1988年5月26日 - ）は、日本のプロボクサー。宮城県仙台市出身。フラッシュ赤羽ボクシングジム所属。

## 来歴
2014年11月26日、後楽園ホールにて本名の高橋陸でお笑い芸人のロバート山本とフェザー級4回戦を行い、4回1分11秒TKO負けを喫してデビュー戦を白星で飾ることは出来なかったが、リングネームをジロリアン陸に代えて臨んだ1年1か月後の試合では初回KO勝ちでプロ初勝利を挙げた。
その後7連勝で2017年東日本スーパーフェザー級新人王として、西軍代表の森武蔵と対戦するも5回0-3（46-49、45-49、44-50）の判定負けを喫して全日本新人王獲得はならなかった。
2021年8月10日、後楽園ホールで福岡県警の警察官でもある橋本祐二と対戦し、2回2分19秒TKO勝ち。この二人の戦いは、メディアで異色対決とも呼ばれた。
2022年3月28日、後楽園ホールでスーパーライト級8回戦で粕谷雄一郎と対戦し、5回1分25秒TKO勝ちした。
2022年11月17日、日本ライト級タイトルマッチで王者宇津木秀に挑戦するも、3回2分48秒TKO負け。

## 人物
- マジシャンとしても活動している[11]。かつてはテレビカメラクルーをしていたことがある[12]。

- 年間360杯以上も食べる程のラーメン好きで[13]、リングネームの「ジロリアン」はラーメン二郎からつけた[14]。

## 戦績
- プロボクシング - 20戦 16勝（14KO）4敗

| 戦           | 日付           | 勝敗 | 時間    | 内容    | 対戦相手                           | 国籍           | 備考                                         |
| ------------ | -------------- | ---- | ------- | ------- | ---------------------------------- | -------------- | -------------------------------------------- |
| 1            | 2014年11月26日 | ★    | 4R 1:11 | TKO     | ロバート山本（イマオカ）           | 日本           | プロデビュー戦                               |
| 2            | 2015年12月11日 | ☆    | 1R 1:18 | KO      | 磯部優樹（角海老宝石）             | 日本           |                                              |
| 3            | 2016年4月26日  | ☆    | 4R 1:26 | KO      | 小川皓平（日東）                   | 日本           |                                              |
| 4            | 2016年10月6日  | ☆    | 1R 0:56 | TKO     | ザッパトウキョウ（ピューマ渡久地） | ドミニカ共和国 |                                              |
| 5            | 2017年4月3日   | ☆    | 3R 終了 | TKO     | 菅野智宏（ヨネクラ）               | 日本           | 2017年度東日本スーパーフェザー級新人王予選   |
| 6            | 2017年6月15日  | ☆    | 3R 1:30 | TKO     | 角田知浩（川崎新田）               | 日本           | 2017年度東日本スーパーフェザー級新人王予選   |
| 7            | 2017年8月1日   | ☆    | 1R 2:47 | TKO     | 齋藤眞之助 (石川ジム立川）         | 日本           | 2017年度東日本スーパーフェザー級新人王予選   |
| 8            | 2017年9月26日  | ☆    | 4R 0:37 | TKO     | 江澤宏之（角海老宝石）             | 日本           | 2017年度東日本スーパーフェザー級新人王予選   |
| 9            | 2017年11月3日  | ☆    | 3R 2:59 | TKO     | 今井健裕（ワールドスポーツ）       | 日本           | 2017年度東日本スーパーフェザー級新人王決勝戦 |
| 10           | 2017年12月23日 | ★    | 5R      | 判定0-3 | 森武蔵（薬師寺）                   | 日本           | 全日本スーパーフェザー級新人王決勝戦         |
| 11           | 2018年12月10日 | ★    | 6R      | 判定0-3 | 石井龍輝（船橋ドラゴン）           | 日本           |                                              |
| 12           | 2019年9月20日  | ☆    | 2R 1:20 | TKO     | 松澤拳（宮田）                     | 日本           |                                              |
| 13           | 2019年12月11日 | ☆    | 8R      | 判定3-0 | イケメンアツシ（三谷大和）         | 日本           |                                              |
| 14           | 2020年9月8日   | ☆    | 1R 2:34 | TKO     | 竹中関汰（姫路木下）               | 日本           |                                              |
| 15           | 2020年12月9日  | ☆    | 1R 0:39 | TKO     | 太田卓矢（とよはし）               | 日本           |                                              |
| 16           | 2021年8月10日  | ☆    | 2R 2:19 | TKO     | 橋本祐二（折尾）                   | 日本           |                                              |
| 17           | 2022年3月28日  | ☆    | 5R 1:25 | TKO     | 粕谷雄一郎（角海老宝石）           | 日本           |                                              |
| 18           | 2022年11月17日 | ★    | 3R 2:48 | TKO     | 宇津木秀（ワタナベ）               | 日本           | 日本ライト級タイトルマッチ                   |
| 19           | 2024年12月11日 | ☆    | 2R 1:02 | TKO     | 長濱陸（石田）                     | 日本           |                                              |
| 20           | 2025年6月25日  | ☆    | 8R      | 判定3-0 | チャン・サーラー                   | タイ           |                                              |
| テンプレート |                |      |         |         |                                    |                |                                              |

## 獲得タイトル
- 2017年度東日本スーパーフェザー級新人王

## 出演

### テレビ
- アウト×デラックス（フジテレビ、2018年3月8日[15]）
- 激レアさんを連れてきた。（テレビ朝日、2020年10月12日[16]）
- 日本シン人種図鑑（テレビ東京、2022年6月16日[17]）